# Barranca Seca, Mexico City
Barranca Seca är en ort i Mexiko.   Den ligger i kommunen Milpa Alta och delstaten Distrito Federal, i den sydöstra delen av landet, 28 km sydost om huvudstaden Mexico City. Barranca Seca ligger 2 288 meter över havet och antalet invånare är 200.
Terrängen runt Barranca Seca är varierad. Runt Barranca Seca är det tätbefolkat, med 411 invånare per kvadratkilometer. Närmaste större samhälle är Iztapalapa, 18,2 km norr om Barranca Seca. Trakten runt Barranca Seca består till största delen av jordbruksmark.